# Mandalore
A Mandalore a Csillagok háborúja elképzelt univerzumának egyik bolygója.
A cikk vegyesen tartalmaz ún. Star Wars kánon és Star Wars: Legendák információkat is.

## Leírása
A Mandalore bolygó a Külső Peremben helyezkedik el, ez a mandalori nép szülőhelye.
Eredetileg helyenként dzsungel borította, de a háborúk és pusztítások évszázadai sivataggá és barátságtalan pusztává tették a bolygót, és arra kényszerítették a mandaloriakat, hogy városkupolákban lakjanak.

## Élővilága
Eredetileg a bolygó egy részét dzsungelek borították, és Mythosaurus nevű szárazföldi állatok éltek rajta, de ezeket lemészárolták a betelepülő mandaloriak. 
Később a gyakori harcok a bolygó felszínét sivatagossá tették, a természetes élővilágról nem áll rendelkezésre információ. Mivel tengerei is vannak, azokban előfordulhat tengeri élőlény.

## Gazdasága
A Mandalore bolygó gazdasági alapját gyakorlatilag a MandalMotors működése jelenti, ahol csillaghajókat állítanak elő. Ennek rendkívüli jelentősége lett a  Yuuzhan Vong háború idején, amikor a bolygót magára hagyta a Galaktikus Szövetség. 
- Exportcikkek: csillaghajók, zsoldosok
- Importcikkek: nyersanyagok

## Történelme
A bolygót az Első Mandalore vezetésével hódították meg, lemészárolva a Mythosaurusokat, amik addig a bolygón éltek. Ez a Galaktikus Polgárháború előtt több mint 4000 évvel történt. A bolygónak ekkor adtak nevet, az első vezető neve alapján, a nevet a galaktikus közös nyelv alapján írták le. A vezetők később is mindig a Mand'alor nevet viselték. Az első mandaloriak taungok voltak, de később más fajok váltak dominánssá. 
A klánok csúcstechnikás fegyverekkel felszerelt, félelmetes harcosokból álltak, akiket mindenhol tiszteltek. Jellegzetességük a speciális anyagból készült páncél, ami az arcot teljesen eltakarja. A hagyományok szerint a fejet befedő páncélt kívülállók előtt soha nem veszik le.
Szakadás tört ki a harcos klánok tagjai és a békésebb megoldást kereső „új mandaloriak” között. A harcosabb fegyveresek a Concordia holdra települtek át, ahol azt lehetett hinni róluk, hogy kihaltak, azonban ez nem történt meg, megmaradt egy terrorcselekményektől sem visszariadó kemény mag. Az „új mandaloriak” építették a bolygón a kupolavárosokat, ahol élhető környezetet hoztak létre.
Maga a Mandalore bolygó soha nem képviseltette magát a Galaktikus Szenátusban, de ez megfelelt a lakóinak, mivel így politikailag függetlenek tudtak maradni.  
Az Új Rend időszaka alatt a bolygót rabszolga-kereskedők által irányított rabszolgák ostromolták. Ekkor történt az, hogy Fenn Shysa és Tobi Dala megpróbálták visszaszerezni a bolygót, a Lázadó Szövetség és Leia Organa közreműködésével. 
A Nagy Sith háború idején, 3996 BBY-ban a klánok nagyrészt elhagyták a bolygót új, távoli bolygók felkeresése miatt.
A lakosság létszáma a hosszan elhúzódó, heves harcok alatt a harmadára csökkent, de a mandaloriak voltak az egyetlenek, akik a Yuuzhan Vongok ellen győztes háborút vívtak.

## Megjelenései a kánonban

### Sorozatokban
- Star Wars: A klónok háborúja: (2010–2020, 12 epizód)
- Star Wars: Lázadók (2017, Epizód: Mandalore hősei, 1-2. rész)
- Star Wars: A sors erői (2018, Epizód: Art History)
- Boba Fett könyve (2022, visszaemlékezésben)
- A Mandalóri (2023, 2 epizód)

### Könyvekben
- Star Wars: Ahsoka (2016, visszaemlékezésben)
- The Clone Wars: Stories of Light and Dark (2020, Novella: Kenobi's Shadow)

### Képregényekben
- Star Wars: Fejvadászok
  - Star Wars: Fejvadászok háborúja – Fejvadászok-sorozat (2021, 1 képregényszám)